# Mobbing (2012)
Mobbing ist ein deutsches Filmdrama von Nicole Weegmann aus dem Jahr 2012. Das Drehbuch nach dem gleichnamigen Roman von Annette Pehnt schrieben Eva Zahn und Volker A. Zahn.

## Handlung
Joachim Rühler, genannt Jo, ist seit längerer Zeit mit seinem Kollegen und Freund Markus mit der Organisation des Stadtfestes beschäftigt. Beide arbeiten im Kulturdezernat der Stadt Freising, die ihr 1000-jähriges Bestehen feiern wird. Jo ist Vater von zwei Kindern, wobei Sohn Felix bald eingeschult werden wird. Er ist mit Anja verheiratet und will sich endlich ganz an Freising binden: Nach längerer Zeit zur Miete wollen beide das Haus, in dem sie wohnen, kaufen. Wie alle anderen Kollegen ist Jo bereits auf die neue Chefin Dr. Elke Schulz gespannt, die in Kürze im Dezernat ihre Arbeit aufnehmen wird. Schon nach wenigen Tagen Arbeit unter Frau Dr. Schulz sind die Kollegen konsterniert. Ein Mitarbeiter muss sein langjähriges Büro räumen, da nur sein Zimmer Platz für den großen Schreibtisch der Chefin bietet. Wenig später streicht Dr. Schulz im Programm des Stadtfestes den Auftritt des Kinderchors und stellt andere Programmpunkte um, die ihr als provinziell erscheinen. Noch halten die Kollegen gegen die neue Chefin zusammen und lästern beim gemeinsamen Grillen oder einem Restaurantbesuch. Bald jedoch beginnt die neue Chefin, Jo und Markus gezielt zu isolieren. Wegen einer Nichtigkeit erhält Jo eine Abmahnung, die jedoch eher darauf zurückzuführen ist, dass er ihren Führungsstil kritisiert hat. Einige Zeit später entzieht Dr. Schulz Jo und Markus die Organisation des Stadtfestes und übergibt die von beiden erarbeiteten Pläne an andere Kollegen, die genau das Geplante umsetzen.
Felix feiert seinen 6. Geburtstag, als Jo vorzeitig heimkommt. Es geht ihm schlecht: Markus hat gekündigt, sodass Jo nun allein „kämpfen“ muss. Ihm ist schwindlig, auch wenn der befreundete Arzt keine Erkrankung feststellen kann. Dennoch wird Jo krankgeschrieben, ist lethargisch, kommt kaum aus dem Bett und kann nachts nicht schlafen. Anja fühlt sich hilflos. Eines Tages kommt Jo von der Arbeit und scheint erleichtert: Nach 18 Jahren Arbeit in der Stadtverwaltung wurde ihm fristlos gekündigt. Grund sind angeblich unterschlagene Gelder, da er eingenommene Benefizgelder wie immer in einer Geldkassette in seinem Schreibtisch aufbewahrte. Jo reicht Kündigungsschutzklage ein. Die Tatenlosigkeit macht ihn depressiv und er fühlt sich zunehmend wertlos und wird apathisch. Anja leidet unter der Situation und versucht, ihre alte Arbeit als Übersetzerin wieder aufzunehmen. Eine Freundin verschafft ihr einen Auftrag für die Übersetzung eines Diätratgebers, wofür Jo nur Spott übrig hat. Ihm setzt zu, dass sich seine ehemaligen Kollegen vor der Verhandlung offen gegen ihn stellen. Dennoch setzt er alle Hoffnung in den Prozess und ignoriert dabei die Gefühle seiner Frau und seines Sohnes. Als Anja der Übersetzungsjob entzogen wird, weil das Buch schneller fertig werden muss, scheint sich Jo gar zu freuen und Anja reagiert mit Sarkasmus, sei mit ihrer Kündigung doch das soziale Gleichgewicht in der Familie wiederhergestellt.
In den letzten Wochen haben sich Jo und Markus, der inzwischen in Düsseldorf arbeitet, zerstritten. Anja trifft sich heimlich mit Markus, der ihr erzählt, dass sich Jo in seiner Firma beworben habe und die Absage ihm anlaste. Beide küssen sich, als sie das Restaurant verlassen, beschwören einander doch, Jo in der schweren Zeit nicht abzuschreiben. Zurück in der Wohnung stellt Anja Jo zur Rede, der zugibt, sich heimlich beworben zu haben, da er dies ohne Anja schaffen wollte. Anja fühlt, dass er sie für sein Versagen verantwortlich macht. Sie sagt Jo, dass sie Markus geküsst habe und mit ihm hätte schlafen sollen. Es kommt zu Handgreiflichkeiten zwischen beiden, doch schlafen sie am Ende miteinander. Kurze Zeit später findet der Prozess statt, in dem Jo Recht erhält. Er wird wieder im Kulturdezernat eingestellt. Täglich geht er zur Arbeit und plant bereits den Kauf des Hauses, doch will sich Anja nicht mehr festlegen. Sie ist überrascht, dass er nun eine eigene Abteilung hat und in einem eigenen Büro sitzt, obwohl sonst stets Platzmangel geherrscht hat. Eines Tages sucht sie ihn unangekündigt in der Stadtverwaltung auf. Er hat ein Zimmer in einem Mietcontainer auf dem Grundstück der Stadtverwaltung erhalten, der normalerweise Leiharbeitern vorbehalten ist. Hier verbringt er seine Zeit damit, Verwaltungsvorschriften ins Französische oder aus dem Französischen zu übersetzen – Arbeit, die niemand braucht und die seine Chefin ungelesen entsorgt. Anja ist entsetzt, doch hat Jo resigniert, auch wenn er die Fassung bewahrt. Für ihn zählt nur, dass er seine Familie mit dem Lohn ernähren kann. Fassungslos verlässt Anja mit ihren Kindern das Behördengelände.

## Hintergrund
Mobbing wurde vom 28. Februar bis 4. April 2012 in München und Umgebung (Freising) gedreht. Der Fernsehfilm wurde bei den Hofer Filmtagen 2012 uraufgeführt. Am 25. Januar 2013 erlebte er seine Fernsehpremiere im deutsch-französischen Programm Arte. Bei der Ausstrahlung in der Reihe FilmMittwoch im Ersten am 15. Mai 2013 erreichte das Filmdrama 3,51 Millionen Zuschauer, was einen Marktanteil von 12,3 Prozent entspricht.

## Kritiken
„Das überzeugend gespielte (Fernseh-)Drama beschreibt weniger die Mechanismen des Mobbing als eher dessen Auswirkungen auf alle direkt Betroffenen, die unter dem Verlust an Selbstwertgefühl und Verunsicherung leiden, während sich ihre soziale Position erheblich verändert.“

„Unerbittliche Studie, großartig gespielt.“

## Auszeichnungen
Tobias Moretti war für seine Hauptrolle in Mobbing für den Bayerischen Fernsehpreis 2013 nominiert. Bei den Nominierungen für den 2013 erstmals vergebenen Fernsehpreis der Deutschen Akademie für Fernsehen wurde Mobbing gleich zweimal bedacht: Susanne Wolff ging in der Rubrik „Beste Hauptrolle/weiblich“ an den Start (unterlag aber gegen Judy Winter). Dafür wurde der Preis in der Kategorie „Produktion“ an Jakob Claussen, Uli Putz und Anja Föhringer verliehen. Besser lief es für Susanne Wolff beim Deutschen Fernsehpreis. Sie setzte sich gegen vier Konkurrentinnen durch und wurde für ihre Darstellung der Anja Rühler in Mobbing zur besten Schauspielerin des Jahres 2013 gekürt. Mobbing wurde überdies in den Wettbewerb des Fernsehfilm-Festivals Baden-Baden mit 3sat-Zuschauerpreis eingeladen. Eine weitere Nominierung gab es für den Günter-Rohrbach-Filmpreis. Nicole Weegmann wurde für Mobbing mit dem Metropolis-Filmpreis des Bundesverbandes Deutscher Film- und Fernsehregisseure in der Kategorie „Beste Regie Fernsehfilm“ ausgezeichnet.